# Ортодоксальная еврейская религиозная община Карлсруэ
Ортодокса́льная евре́йская религио́зная общи́на Ка́рлсруэ (нем. Israelitische Religionsgesellschaft; также нем. Adass Jeschurun, ивр. עדת ישורון‎) — единственное неоортодоксальное религиозное еврейское сообщество в немецком городе Карлсруэ, вышедшее из состава еврейской общины Бадена в 1869 году. Его инициаторы выступали категорически против реформистских инноваций, таких, как органная музыка в синагоге и пение смешанного хора, а также против изменений в Сидуре и порядка молитв.

## История образования общины
Величайшим образцом для подражания для ортодоксальных иудеев Карлсруэ был главный раввин (с 1750 года) земли Баден рабби Натаниэль Вайль, называемый «Корбан Натаниэль», чьи комментарии Талмуда широко распространены и сегодня. Пионером «современных» ортодоксов был также родившийся в Карлсруэ, рав Яков Эттлингер, который в 1823 году короткое время руководил Домом учения в Карлсруэ, но не нашёл поддержки в Бадене из-за своей радикальной позиции, и занял пост раввина в Альтоне (ныне один из районов Гамбурга). Его ученики, в том числе рав Шимшон Рафаэль Гирш позже разработали концепцию «Тора Эрэц им Дэрэх» (ивр. תורה ארץ עם דרך‎), что значит «Тора в сочетании со светским образованием», которой следовала ортодоксальная фракция еврейской общины Карлсруэ.
После нескольких лет постоянных дебатов о реформах в порядке молитв и сидуре, происходивших между ориентированными на реформы либералами и сопротивлявшимися нововведениям ортодоксами, возник вопрос об установке органа в синагоге на Кроненштрассе, 15, которую предлагалось перестроить и расширить. Группа членов общины во главе с Барухом Хаимом Вормзером (1809—1872), а также семьи Альтман, Эттлингер, Кауфманн, Штраус, Вайль, и другие протестовали против инноваций, (вероятно, провоцируемых из-за протестантизма).

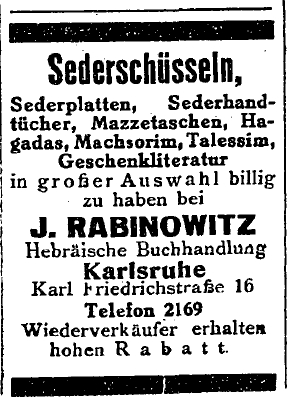
Приглашение, опубликованное в газете, 1925 год

Большинство членов еврейской общины не реагировало на их проблемы, и в ответ на это ортодоксальная фракция в 1869 году вышла из состава еврейской общины. Оценка ситуации раввином Франкфурта Шимшоном Рафаэлем Гиршем подтвердила их абсолютную правоту и законопослушность. Дело дошло до гражданского иска.
Поначалу казалось, что члены отколовшейся группы должны будут платить культовые сборы, чтобы не потерять своих прав на социальную поддержку и кладбище. Тем не менее, Административный суд, являющийся последней инстанцией, принял вердикт и подчеркнул, что «свобода совести должна быть свободой». Это решение означало, что никакой житель Бадена не может принуждаться к членству в никакой религиозной общине.
Группа под руководством Баруха Вормзера откололась от еврейской общины земли Баден и основала в 1870 году на основе идей рабби Шимшона Рафаэля Гирша, еврейскую религиозную ассоциацию (Adass Jeschurun), поначалу оформленную как акционерное общество, составляющее религиозную организацию. Этим далеко идущим шагом город Карлсруэ сыграл свою ведущую роль для немецко-говорящих стран. В то время как новое сообщество оставалось лишь фракцией в благотворительных союзах, при некотором сотрудничестве с либеральной фракцией, ясное разделение экономически и организационно уже осуществлялось в исполнении еврейских религиозных законов и Галахи.
Первоначально после раскола, вышедшие из общины ортодоксальные семьи арендовали частные помещения, где собирали миньян, и проводили молитвы и уроки. В 1881 году было сооружено собственное здание синагоги на Карл-Фридрих-штрассе, 16, спроектированное архитектором Густавом Циглером. В парадном корпусе дома на Карл-Фридрих-штрассе,16, размещались квартира раввина, религиозная школа, детский сад, и временно там располагался «еврейский книжный магазин», владелец которого Исаак Рабинович был также религиозным учителем в общине. Во внутреннем корпусе располагались миква и помещения для шхиты. В Доме молитвы хватало пространства примерно на 200 молящихся. Само здание было выравнено на восток и это влекло за собой то, что Арон Койдеш располагался на центральной проекции здания:
«Слева была лестничная клетка, ведущая на галерею для женщин, напротив расположенного справа входа для мужчин. Внутри, рядом с местами для молящихся, по обе стороны, несколько лестниц  вели к Арону Койдешу, который был установлен в стене. В середине была Бима (возвышение) с кафедрой для чтения Недельной главы Торы. В парадном корпусе жил наш кантор и религиозный наставник господин Рабинович. В части его квартиры работал также еврейский детский сад. На третьем этаже жил раввин доктор Михальски"Леон Майер.

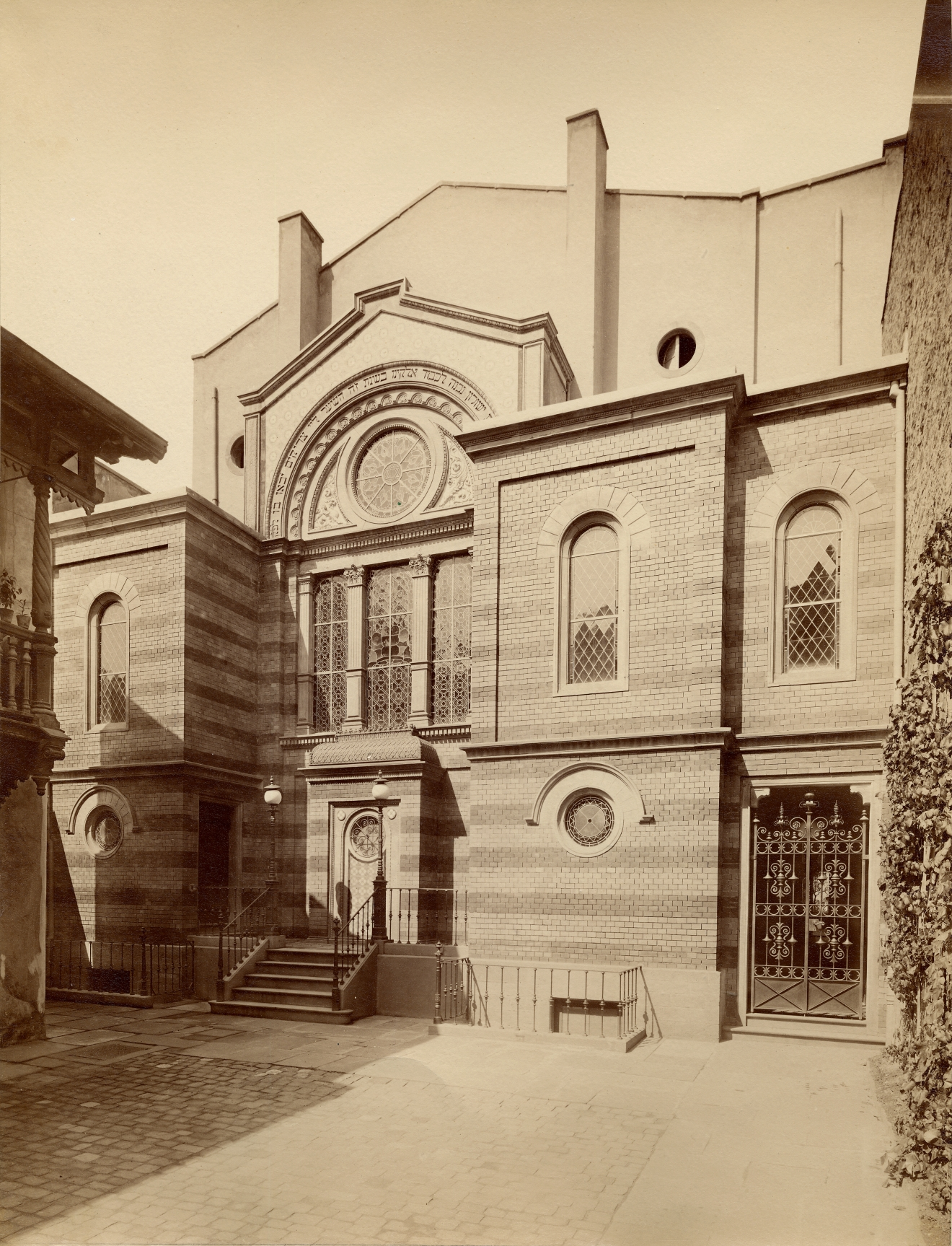
Фасад здания Ортодоксальной синагоги

Отколовшейся ортодоксальной общине принадлежали в частности, Ассоциация еврейских детских садов (основанная доктором Синаем Шиффером), похоронное общество Хевра Кадиша (Гмилут Хасадим), основанный в 1876 году молодёжный клуб обучения (Chinuch Neorim) и благотворительности (Дауэр Тов). С 1872 году еврейская ортодоксальная община стала использовать своё собственное Новое кладбище, сегодня расположенное на еврейском участке Главного Кладбища в городском районе Ринтхайм.
Большинство членов общины принадлежало к высшим слоям немецкой буржуазии. В первой четверти XX-го Века, семьи «восточно-еврейских» иммигрантов из России, Польши и Австро-Венгрии в основном принадлежали к старой религиозной ортодоксальной традиции и молились только раздельно. Разговорно их иногда называли «Israeliten» («израильтяне»). Один из самых влиятельных и известных людей среди ортодоксов Карлсруэ был Майер ха-Коэн Альтман (1852—1932), сын верховного советника и торговца вином Йозефа Альтмана. 48 лет он находился в Высшем совете, в последние десятилетия, как лидер. Посмертно он был удостоен звания праведника. Другие члены совета с 1930 года, Яков и Иосиф Альтман (сыновья вышеназванного), а также Марк Штерн (ответственный за местное отделение образования фонда «Керен Тора») и Леопольд Шварц.

## Ортодоксальная община в 1933—1938 годах

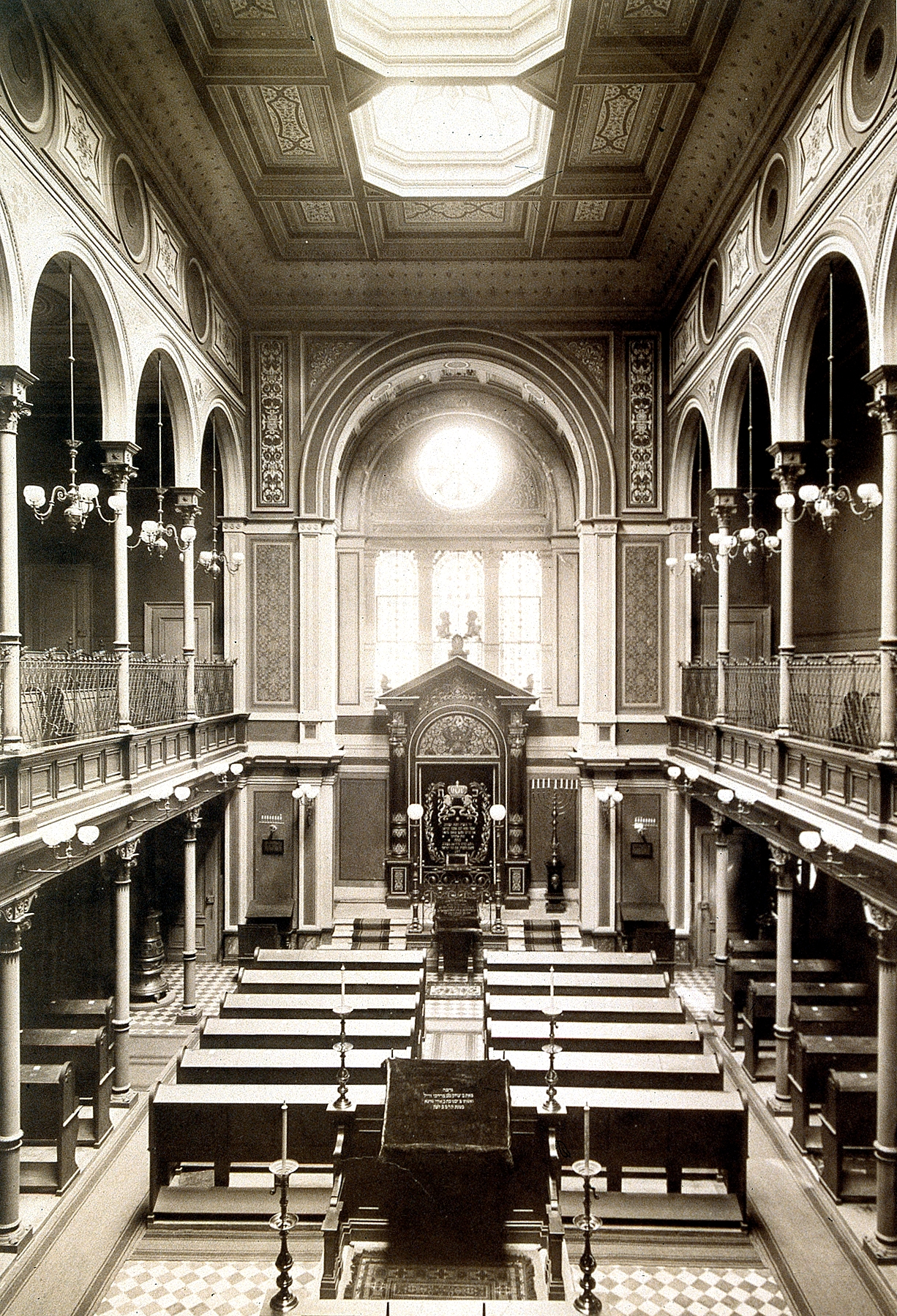
Бейс-мидраш Ортодоксальной синагоги

С осени 1936 года «Еврейское школьное отделение» с 8 классами располагалось в Лиделлшуле (Lidellschule) в Карлсруэ на Маркграфенштрассе, 28 и состояло более чем из 200 учащихся детей и подростков, исключённых из регулярных школ из-за нацистских расовых законов. Ответственная школьная комиссия была образована на паритетных началах делегатами и от либеральной, и от ортодоксальной еврейских общин. Ортодоксальная община была представлена раввином Михальски, Якобом Альтманном и врачом доктором Вильгельмом Вайлем. В коллегии состояли также Макс Оттензозер и Яков Луполянский (отец Ури Луполянского).
Во время ноябрьского погрома, ранним утром 10 ноября 1938 года синагога была подожжена организованной бандой, включающей членов СА. Прибывшие пожарные обнаружили, что на здание было вылито большое количество бензина. Рав Авраам Михальски все ещё пытался спасти свитки Торы и другие священные предметы, но они были отняты штурмовиками. Развалины сгоревшей синагоги должны были быть снесены за счёт еврейской общины по приказу властей. В последующие дни, многие члены еврейской общины были вывезены в концентрационный лагерь Дахау.
В настоящее время лишь мемориальная доска на Браун-медиа-хаусе напоминает о бывшей синагоге на Карл-Фридрих-штрассе,16.

## Раввины и канторы
- Рав Гумбель Тельман и рав Натаниэль Вайль младший (исполняющий обязанности раввина примерно до 1874 года)
- Доктор Генри (Херц) Эрманн (около 1850—1918), раввин с 1874 по 1876 год
- Доктор Габор (Гедалия) Гойтейн (1848—1883), раввин с 1877 до 1883 года
- Рав Бернхард Нафтали Блумгрунд (1863—1905), исполняющий обязанности раввина примерно с 1896 по 1905 годы
- Доктор Якоб Крамер (1876—1921), раввин и учитель с 1905 до 1921 года
- Доктор Синай Шиффер (1852—1923), раввин с 1884 по 1923 год
- Доктор Эдуард (Хаим) Биберфельд (1864—1939), раввин и учитель с 1900 по 1901 год
- Израэль Борух Квятковский, известный под именем Израэль Борух (1863—1932), кантор и шойхет
- Рав Иегуда Лейб Майер, известный под именем Экиба Майер (1859—1930), даян, раввин и учитель
- Исаак (Ицхок) Рабинович (1882—1968), с 1923 до конца 1938 года, учитель религии и кантор
- Доктор Авраам Юлиус Михальски (1889—1961), раввин с 1923 до конца 1938 года

## Известные ученики и члены общины
- Профессор Мордехай Бройер (1921—2007), знаток Торы
- Леопольд Плахзински (? —1904), певец Баденского придворного театра
- Доктор Зигмунд Зеелигманн (1873—1940), историк и библиограф
- Доктор Рахель Штраус, ур. Гойтейн (1880—1963), врач и правозащитница
- Доктор Рафаэль Штраус (1887—1947), историк
- Шмуэль Штраус (1843—1904), банкир и филантроп, внук Баал Шема из Михельштадта
- Доктор Мориц Вормзер (1867—1940), врач и драматург